# Wilfrid Michael Voynich
Wilfrid Voynich (nascido Michał Habdank-Wojnicz; 12 de novembro [O.S. 31 de outubro] 1865 – 19 de março de 1930) foi um revolucionário polonês, antiquário e bibliófilo. Voynich administrou um dos maiores negócios de livros raros do mundo. Ele é lembrado como o epônimo do manuscrito Voynich.

## Vida
Michał Habdank-Wojnicz nasceu na cidade de Telšiai na atual Lituânia, então parte do Império Russo, em uma família nobre polonesa. A parte "Habdank" de seu sobrenome é o nome de um clã heráldico polonês. Ele era filho de um pequeno oficial polonês (conselheiro titular).
Ele frequentou um gimnazjum em Suwałki (uma cidade no nordeste da Polônia) e depois estudou na universidade de Varsóvia, na Universidade de São Petersburgo e em Moscou. Formou-se em Moscou em química e obteve licença como farmacêutico.
Em 1885, em Varsóvia, Wojnicz juntou-se à organização revolucionária de Ludwik Waryński, o Proletariat. Em 1886, após uma tentativa fracassada de libertar os companheiros conspiradores  pl (1846–1886) e Stanisław Kunicki (1861–1886), que haviam sido condenados à morte, da Cidadela de Varsóvia, ele foi preso pela polícia russa. Em 1887, foi enviado para trabalhos forçados em Tunka, perto de Irkutsk, na Sibéria.
Enquanto esteve na Sibéria, Voynich adquiriu conhecimento de dezoito idiomas diferentes, embora não dominasse todos adequadamente.
Em junho de 1890, ele fugiu da Sibéria e viajou de trem para Hamburgo, chegando finalmente em Londres em outubro de 1890. Sob o nome assumido de Ivan Kel'chevskii inicialmente, trabalhou com Sergius Stepniak, companheiro revolucionário, sob a bandeira da antitsarista Society of Friends of Russian Freedom em Londres. Após a morte de Stepniak em um acidente em um cruzamento ferroviário em 1895, Voynich cessou suas atividades revolucionárias.
Voynich tornou-se vendedor de livros antigos por volta de 1897, seguindo o conselho de Richard Garnett, curador do British Museum. Ele abriu uma livraria na Soho Square em Londres, em 1898. Foi extremamente bem-sucedido ao encontrar livros raros, incluindo uma Bíblia de Malermi na Itália em 1902.
Em 1902, casou-se com outra ex-revolucionária, Ethel Lilian Boole, filha do matemático britânico George Boole, com quem Voynich se relacionava desde 1890. Ele obteve a nacionalidade britânica em 25 de abril de 1904, adotando o nome legal de Wilfrid Michael Voynich.

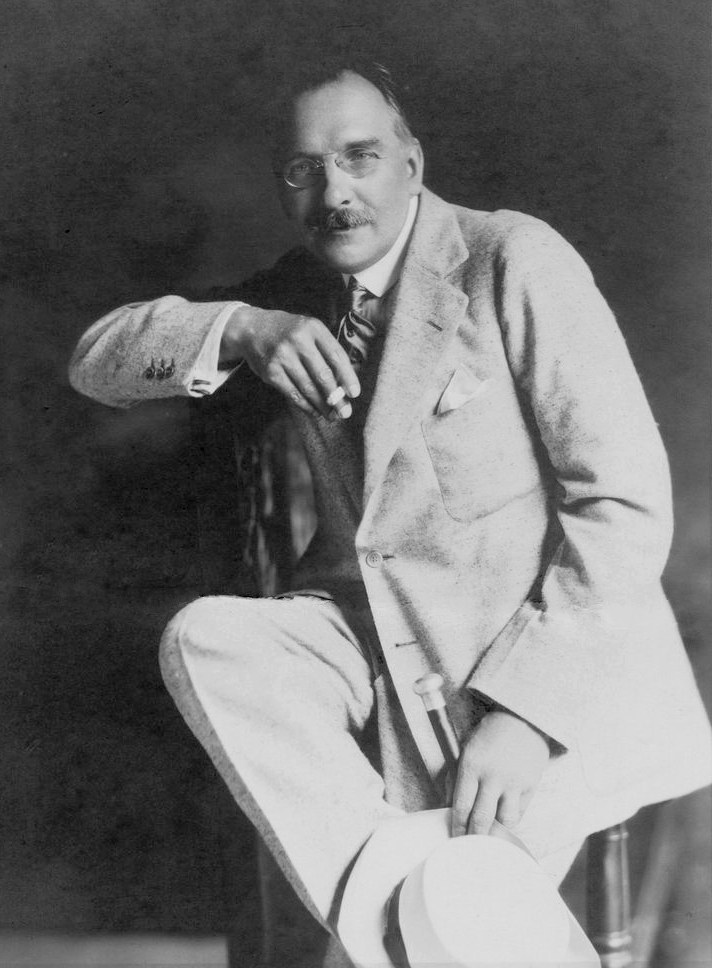
Voynich com cerca de 48 anos

Voynich abriu outra livraria em 1914 em Nova Iorque. Com a eclosão da Primeira Guerra Mundial, Voynich passou cada vez mais tempo baseado em Nova Iorque. Ele se envolveu profundamente no comércio de livros antigos e escreveu diversos catálogos e outros textos sobre o assunto.
Voynich transferiu sua livraria londrina para o endereço 175 Piccadilly em 1917. Também em 1917, devido a boatos, Voynich foi investigado pela FBI com relação à posse da cifra de Bacon. O relatório também indicou que ele lidava com manuscritos dos séculos XIII, XII e XI, e que o valor de seus livros à época era de meio milhão de dólares. No entanto, a investigação não revelou nada significativo além do fato de que ele possuía um código secreto de quase um milênio de idade.
Voynich faleceu no Roosevelt Hospital em Nova Iorque, em 1930, vítima de câncer de pulmão.

## Manuscrito Voynich
A posse mais famosa de Voynich foi um manuscrito misterioso que ele declarou ter adquirido em 1912 na Villa Mondragone, na Itália, mas que só apresentou publicamente em 1915. O livro foi datado por radiocarbono, o que revelou que os materiais foram fabricados em algum momento entre 1404 e 1438. Ele manteve o manuscrito até sua morte.